# 朝井麻由美
朝井 麻由美（あさい まゆみ、1986年1月28日 - ）は、日本のライター、編集者、コラムニスト。東京都出身。

## 来歴
父はコラムニストの泉麻人。東京都立西高等学校、国際基督教大学教養学部教育学科卒業。出版社勤務を経てフリーのライターとなる。
トレンドからサブカルチャー・女子カルチャー、グルメや雑貨まで幅広いジャンルを手がける。体当たり取材が得意。

## 人物
ポータルサイトや週刊誌の取材で、虫を食べたり、一人で遊園地に行ったりと、体当たりで取材して記事を書くことを得意とする。また、ゲーム音楽を好み、ライブにも足を運んでいる。コスプレが趣味で、プライベートでコミケに行きコスプレをすることがある。MOTHER研究家日本代表と評されるほどMOTHERシリーズのヘビーなファンで、公式書籍『MOTHERのことば。』や公式トリビュートコミックなどの制作に関わっている。
人狼ゲームが好きであると「週刊SPA!」の記事にて公言している。女優の結と親交があり、結の公式ニコニコ生放送「結チャンネル」での人狼ゲーム放送にたびたび出演している。また、ニコニコ生放送のアルティメット人狼チャンネルにも出演。デイリーポータルZのファンで、ときどき投稿をしている。一人で遊びに行くのが好きである。「ソロ活」の連載では、一人でバーベキューに行ったり、一人で納涼船に乗ったり、といった姿が話題を呼んでいる。人見知りである。声優の小清水亜美とは幼馴染で、今でも定期的に交流がある。好きな食べ物はウニ。

## 連載
- 『ぐるなび』ソロ活の達人に聞く!（一人遊びの達人）
- 『ねとらぼ』【食べたら更新】朝井麻由美の「ウニ日記」
- 『価格.comマガジン』朝井麻由美の、ぼっち充のススメ
- 『実話ダイヤモンド』朝井麻由美の 友だちが欲しい
- 『ウートピ』＼もっとアラサーを楽しもう／朝井麻由美のめざせ!ひとり上手の女
- 『日刊キャリアトレック』朝井麻由美のひとみしりブルース
- 『漫画の女子力』（「マイナビニュース」）
- 『COLOR MAGAZINE』女子的お作法の不思議
- 『あの男、あの女～街角観察記～』（「マイナビニュース」）
- 『女子裏部屋』（「ROLa」新潮社・2013年8月～）
- 『散歩師・朝井がゆく!』（「日刊サイゾー」2011年3月～）
- 『女子界修行デトックス』（「tiite」）

## 著書
- 女子校ルール（構成担当　中経出版、2013年 ISBN 4806147117）
- ひとりっ子の頭ん中（イラスト：小山健、中経出版、2014年 ISBN 4046003510）
- 「ぼっち」の歩き方（PHP研究所、2016年 ISBN 4569830382）
- ソロ活女子のススメ（大和書房、2019年 ISBN 4479784624）

## 出演

### テレビ
- 『ワケあり!レッドゾーン』（読売テレビ）
- 『news every.』（日本テレビ）
- 『ネクストブレイク』（日本テレビ）
- 『白熱ライブ ビビット』（TBS）
- 『5時に夢中!』（TOKYO MX）
- 『おしゃべりオジサンと怒れる女』（テレビ東京）
- 『二軒目どうする?〜ツマミのハナシ〜』（テレビ東京）※準レギュラー（おつまみさんとして出演）
- 『ミライ語りっ!』（NHK福岡）
- 『ドデスカ!』（名古屋テレビ）
- 『Wの悲喜劇』（AbemaTV）
- 『必殺!バカリズム地獄』（AbemaTV）
- 『勇者ああああ』（テレビ東京） - 2018年10月5日、19日

### ラジオ
- 『GOLD RUSH』（J-WAVE）
- 『土屋礼央 レオなるど』（ニッポン放送）
- 『志の輔ラジオ 落語DEデート』（文化放送）
- 『ピピッとサンデー Waku Waku Mix』（文化放送）
- 『Fresh Up 9』（NACK5）
- 『くにまるジャパン』（文化放送）
- 『文化系トークラジオ Life』（TBSラジオ）
- 『田中みな実 あったかタイム』（TBSラジオ）
- 『荻上チキ・Session-22』（TBSラジオ）
- 『土曜の午後は♪ ヒゲとノブコのWEEKEND JUKEBOX』（文化放送）
- 『すっぴん!』（NHKラジオ）
- 『大竹まことゴールデンラジオ』（文化放送）
- 『GodBlessSaturday』（FMヨコハマ）
- 『Blue Ocean』（TOKYOFM）
- 『POWER BAY MORNING』（bayfm）
- 『見たい! 行きたい! 話したい!!』（NACK5）
- 『パズル』（文化放送）

### 新聞
- 『読売新聞』夕刊「トピなび」
- 『毎日新聞』朝刊「週刊外食倶楽部 ぐるなび白書」
- 『毎日新聞』「著者のことば」インタビュー
- 『フジサンケイ ビジネスアイ』「ぐるなびのチョットぐな話」
- 『毎日新聞』朝刊「家族2016 孤をいきる」
- 『読売新聞』夕刊「シングルスタイル」
- 『日経MJ』「ピンの時代」

### インターネット
- ネット動画「JS日本の学校」職業紹介動画 [16]。
- 「AM」辛酸なめ子対談 [17]。

### その他
- イベント『タリウム少女の毒殺日記』公開記念トーク「10年代の幸福論」[18]。
- イベント　朝井麻由美×ステレオテニス×木村綾子 ROLa NIGHT 1990年代女子カルチャー大全「90年代胸キュン少女マンガ 」[19]。